# Sariha Moya
Sariha Moya, née le 20 mai 1988 à Quito (Équateur)[réf. souhaitée], est une femme politique équatorienne, membre de l'Action démocratique nationale. Elle est vice-présidente de la république par intérim en 2024.

## Biographie
Le 11 novembre 2024, elle est nommée vice-présidente par intérim après la suspension de ses fonctions de Verónica Abad Rojas. Le 23 décembre suivant, celle-ci est réintégrée à son poste par décision de justice. Elle est de nouveau nommée à ce poste par Noboa le 2 janvier 2025.